# Juhim Leonyidovics Zvjahilszkij
Juhim Leonyidovics Zvjahilszkij (ukránul: Юхим Леонідович Звягільський; Doneck, 1933. február 20. – Kijev, 2021. november 6.) ukrán politikus, Ukrajna miniszterelnöke (1993–1994). 1990-tól 2019-ig nyolc ciklusban az Ukrán Legfelsőbb Tanács képviselője volt.

## Életrajza

### Szakmai tevékenysége
1933. február 20-án született Sztalinóban. 1951–1956 között a Donecki Ipari Főiskolán (később Donecki Nemzeti Műszaki Egyetem) tanult, ahol bányamérnöki végzettséget szerzett. Ezt követően a Kujbisevi Bányaipar Vállalat 13-as bányájában dolgozott, először mint az igazgató asszisztense, majd főmérnök és igazgató. 1972-ben a moszkvai Bányászati Intézetben doktori fokozatot szerzett. 1970–1979 között a Kujbisevi Bányaipari Vállalat igazgatója volt. 1979 novemberétől 1992 novemberéig a donecki „Zaszjadko” bánya igazgatói tisztségét töltötte be.

### Politikai pályája
1990-ben a Donecki területről a Legfelsőbb Tanács képviselőjévé választották. 1993 júniusában első miniszterelnök-helyettessé, szeptemberben pedig ügyvezető miniszterelnökké nevezték ki, ezt a posztot 1994. július 4-i felmentéséig töltötte be. Mint a hivatali visszaéléssel vádolt Kucsma elnök egyik közeli szövetségese, az ellenzéki kritikák egyik fő célpontja volt. A lehetséges vizsgálatoktól taertva ezért 1994–1997 között Izraelben élt. Hazatérése után az üzleti életben tevékenykedett. 1998-ban, majd 2002-ben is a Legfelsőbb Tanács képviselőjévé választották a Donecki területről, a Régiók Pártja színeiben (a párt alapítója és tagja). A parlamentben a külügyi bizottság tagja volt. A 2006. márciusi és a 2007. októberi parlamenti választásokon a Régiók Pártja listáján jutott be ismét a Legfelsőbb Tanácsba.
A 2014-es parlamenti választáson pártion kívüliként indult. A donecki 45. sz. választókerületből a szavazatok 72,73%-ának megszerzésével szerzett mandátumot. A kelet-ukrajnai események miatt a szavazóhelyiségeknek csak egy része nyitott ki, így Zvjahilszkij mindössze 1450 szavazattal szerezte meg a győzelmet. Az Ukrán Legfelsőbb Tanácsban az Ellenzéki Blokk (BO) frakciójához csatlakozott. Az új parlament első ülését mint a legidősebb (akkor 81 éves) képviselő, Zvjahilszkij nyitotta meg. Az ukrán parlament külügyi bizottságának tagja volt 2019-ig.

### Halála
Koronavírus fertőzés miatt 2021. november 4-én intenzív kezelés vált szükségessé. 2021. november 6-án a kijevi Szívgyógyászati Intézetben elhunyt.

## Külső hivatkozások
- Juhim Zvjahilszkij az ukrán Legfelsőbb Tanács honlapján (ukránul)